# Григоренко Катерина Василівна
Катери́на Васи́лівна Григоре́нко (нар. 30 жовтня 1985, Острів, СРСР) — українська спортсменка, що спеціалізується на лижних перегонах. Учасниця трьох зимових Олімпійських ігор (2006, 2010, 2014). Неодноразова чемпіонка та призерка зимових Універсіад. Майстер спорту України міжнародного класу.

## Життєпис
Катерина Григоренко народилася у селищі Острів, що на Київщині. Тренуватися почала у віці дев'яти років у місті Біла Церква. У 2002 році закінчила Київський обласний ліцей-інтернат фізичної культури і спорту, де здобула спеціальність «тренер-викладач». Вперше до складу збірної команди України з лижних гонок потрапила у 2003 році, а наступного року почала брати участь у міжнародних змаганнях. На етапах Кубка світу дебютувала 14 січня 2006 року. За увесь час виступів у цих змаганнях українській спортсменці лише одного разу вдалося потрапити до чільною десятки лижників. Ще двічі вона потрапляла до списку 30 найкращих — одного разу в командних і одного разу в індивідуальних змагакннях.
У 2006 році Григоренко вперше взяла участь у зимових Олімпійських іграх, що проходили в Турині. Вона змагалася за нагороди у чотирьох дисциплінах: 10 км класичною ходою, мас-старт 30 км, скіатлон 7,5+7,5 км та естафета. Лише у останній дисципліні їй вдалося зайняти 8 позицію у підсумковій таблиці, в усіх інших же Катерина займала місця у четвертій десятці.
У 2009 році Григоренко не зуміла потрапити навіть до списку призерів чемпіонату України з лижних перегонів, через що була позбавлена стипендії комітету спорту. Втім, лижниця зуміла знайти в собі сили і підготуватися до зимової Олімпіади 2010 у Ванкувері. Втім, результати, як і на минулих Іграх, потребували покращення. Катерина змогла перевершити себе чотирирічної давнини лише у мас-старті на 30 км, в усіх інших дисциплінах її результати не покращилися.
2011 рік видався для Катерини Григоренко доволі вдалим — на зимовій Універсіаді в Ерзурумі вона здобула 5 нагород, серед яких 2 срібні та 3 бронзові. Два роки потому в Трентіно її доробок був дещо меншим — лише 3 медалі, однак підвищився й ґатунок нагород (2 «золота» і «срібло»). Того ж року Григоренко було визнано найкращою спортсменкою-студенткою України 2013 року.
У лютому 2014 року українська лижниця взяла участь у зимових Олімпійських іграх в Сочі, що стали для неї третіми. 8 лютого Григоренко посіла 49 місце у змаганнях зі скіатлону, а 5 днів потому повторила свій результат у змаганнях на 10-кілометровій дистанції.

## Виступи на Олімпійських іграх
| Змагання                     | Місто    | 10 км. | 30 км. | 15 км. (скіат.) | Естаф. 4х5 км. | Спринт (ком.) |
| ---------------------------- | -------- | ------ | ------ | --------------- | -------------- | ------------- |
| Зимові Олімпійські ігри 2014 | Сочі     | 49     | 38     | 49              | 12             |               |
| Зимові Олімпійські ігри 2010 | Ванкувер | 45     | 36     | -               | 13             | 14            |
| Зимові Олімпійські ігри 2006 | Турин    | 44     | 42     | 40              | 8              | -             |